# Gare de Paimbœuf
La gare de Paimbœuf est une ancienne gare ferroviaire française, aujourd’hui fermée, de la ligne de Saint-Hilaire-de-Chaléons à Paimbœuf, située sur le territoire de la commune de Paimbœuf, dans le département de la Loire-Atlantique en région Pays de la Loire.

## Situation ferroviaire
La gare de Paimbœuf est située au point kilométrique (PK) 27,427 de la ligne de Saint-Hilaire-de-Chaléons à Paimbœuf.

## Histoire
La gare est inaugurée en même temps que la ligne, le 3 juin 1876 par la Compagnie des chemins de fer nantais laquelle est nationalisée en 1878 à la suite de sa faillite. Elle est remplacée par la Compagnie des chemins de fer de l'État.
En 1906, la ligne à voie métrique Pornic - Paimbœuf, ayant son terminus à proximité de la gare et desservant les stations balnéaires de la Côte de Jade est inaugurée. Mais, après 32 années de son existence, elle cessera définitivement son activité en 1938. 
Le 15 mai 1939, le service voyageurs est également stoppé pour la ligne normale en provenance de Saint-Hilaire-de-Chaléons pour cause de non-rentabilité, seul le trafic fret perdure jusqu'au 24 juillet 1998, avant d'être arrêté pour la même raison. 
La ligne n'est cependant pas déferrée. En 2011, le Conseil régional des Pays de la Loire a annoncé l'ouverture d'une étude complémentaire à celle menée quatre ans auparavant sur cette question et qui avait conclu à la non-nécessité de la réouverture.

## Services voyageurs
La gare est aujourd’hui fermée à tout trafic.